# Alessandro Fantini
Alessandro Fantini (Chieti, 1 januari 1932 - Trier, 5 mei 1961) was een Italiaans wielrenner. Hij overleed na een val tijdens de massasprint in de 6e etappe van de Ronde van Duitsland in 1961. Deze rit, Landau-Trier, werd gewonnen door Horst Oldenburg. 

## Belangrijkste overwinningen
1955
- 12e etappe Ronde van Frankrijk
- 4e etappe Ronde van Italië
- 17e etappe Ronde van Italië

1956
- 7e etappe Ronde van Frankrijk
- 2e etappe Ronde van Italië
- 4e etappe Ronde van Italië

1957
- 5e etappe Ronde van Italië
- 17e etappe deel A Ronde van Italië

1959
- 16e etappe Ronde van Italië

1960
- 1e etappe Ronde van Duitsland
- 5e etappe Ronde van Duitsland
- Milaan-Vignola

1961
- 4e etappe Ronde van Duitsland

## Resultaten in voornaamste wedstrijden
| Jaar | Ronde van Italië | Ronde van Frankrijk | Ronde van Spanje |
| ---- | ---------------- | ------------------- | ---------------- |
| 1955 | 15e (2)          | 25e (1)             |                  |
| 1956 | 6e (2)           | 48e (1)             |                  |
| 1957 | 21e (2)          |                     |                  |
| 1958 | 47e              |                     |                  |
| 1959 | 19e (1)          |                     | opgave           |
| 1960 | 58e              |                     |                  |
| 1961 |                  |                     |                  |

| Jaar | Milaan-San Remo | Parijs-Roubaix | Ronde van Lombardije |
| ---- | --------------- | -------------- | -------------------- |
| 1955 | 17e             |                | 11e                  |
| 1956 |                 |                | 34e                  |
| 1957 | 15e             |                |                      |
| 1958 | 10e             |                | 27e                  |
| 1959 |                 |                | 4e                   |
| 1960 | 14e             | 62e            |                      |
| 1961 | 69e             |                |                      |